# Phyllanthus hypospodius
Phyllanthus hypospodius är en emblikaväxtart som beskrevs av Ferdinand von Mueller. Phyllanthus hypospodius ingår i släktet Phyllanthus och familjen emblikaväxter. Inga underarter finns listade i Catalogue of Life.